# 奥林匹克山脉
奥林匹克山脉（英語：Olympic Mountains）是太平洋海岸山脈的一部分，位于美国华盛顿州西部的奥林匹克半岛，与西雅图隔普吉特海灣相望。它的大部分都位于奧林匹克國家公園内，是美国西海岸著名的风景区。

## 外部連結
- Park History
- ONP Info 的存檔，存档日期2009-05-24.
- Early Explorations （页面存档备份，存于）